# دنيس سيمبسون
دنيس سيمبسون (بالإنجليزية: Dennis Simpson)‏ (1 نوفمبر 1919 - 1 يناير 2002) هو لاعب كرة قدم بريطاني (وحمل سابقاً جنسية المملكة المتحدة لبريطانيا العظمى وأيرلندا) في مركز جناح ‏. لعب مع بورت فايل وكوفنتري سيتي ونادي ريدنغ ونادي إكزتر سيتي وExmouth Town F.C. ‏.